# أرغينتونا
بلدية أرجينتونا (بالكاتالانية: Argentona) هي إحدى بلديات مقاطعة برشلونة، والتي تقع في منطقة كاتالونيا، شرق إسبانيا.
يبلغ عدد سكانها 11.402 نسمة وفقاً لإحصائية سنة (2007).